# Louön

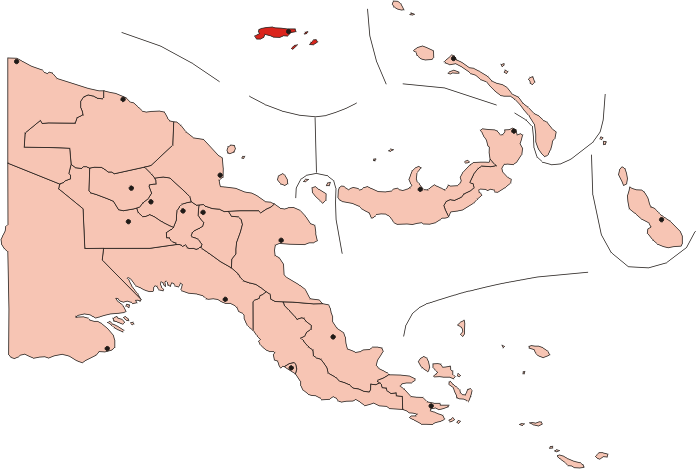
lägeskarta

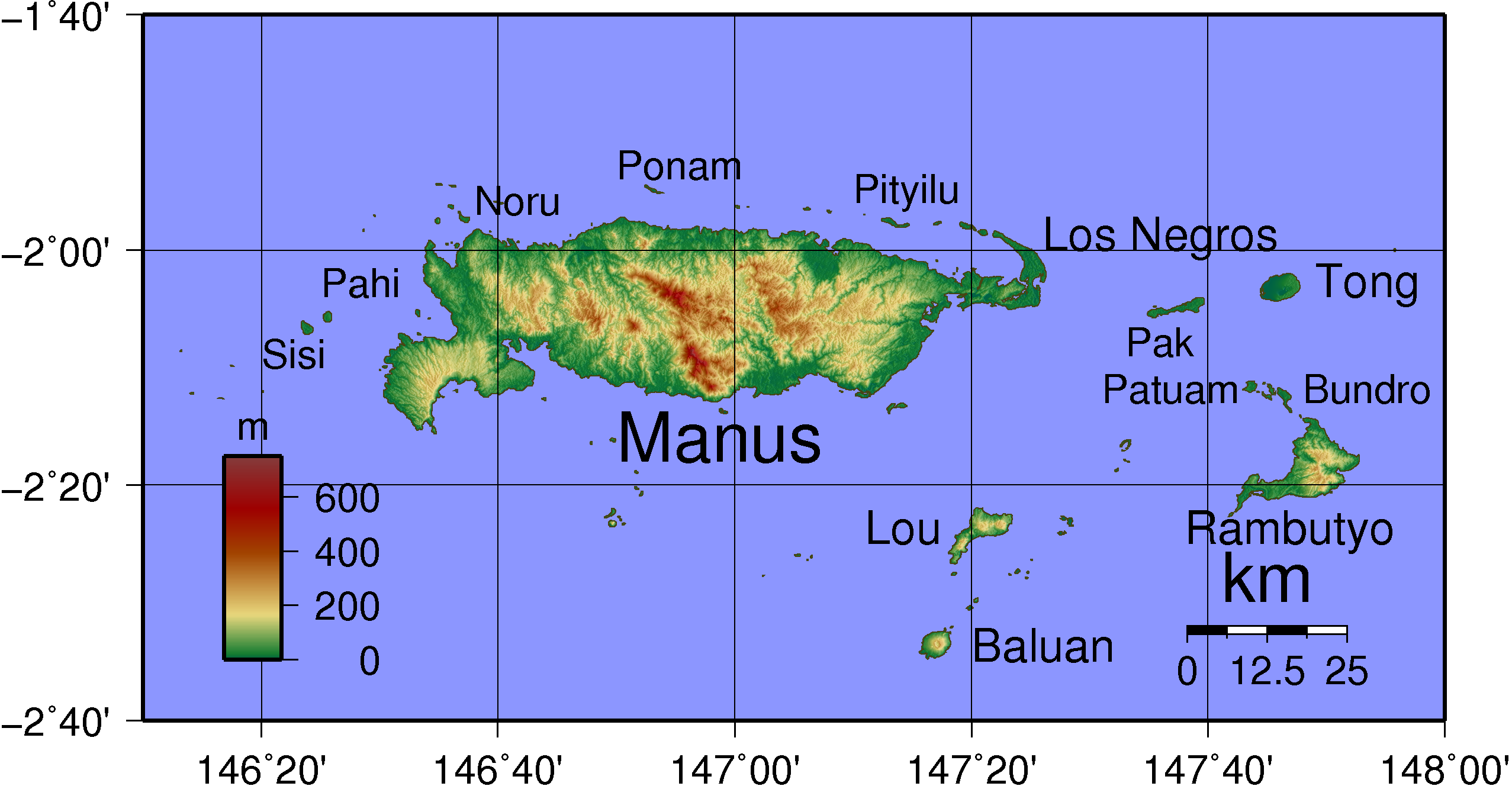
Lous läge

Louön (tidigare Saint Georg Island) är en ön bland Amiralitetsöarna i Bismarckarkipelagen som tillhör Papua Nya Guinea i västra Stilla havet.

## Geografi
Lou-ön utgör en del av Manusprovinsen och ligger cirka 800 km norr om Port Moresby och ca 20 km sydöst om huvudön Manus. Dess geografiska koordinater är 2°24′ S och 147°22′ Ö.
Ön är av vulkaniskt ursprung och har en areal om ca 32 km². Den högsta höjden är på cirka 280 m ö.h. Söder om ön ligger småöarna Waikatu Island och Pam Islands.
Befolkningen uppgår till cirka 1.000 invånare med huvudorten Solang på öns västra del. Ön utgör även ett eget  | 1 språkområde.
Louön kan endast nås med fartyg då den saknar flygplats.

## Historia
Ön har troligen bebotts av melanesier sedan cirka 1500 f.Kr. Den lokala Obsidian har länge varit en eftertraktad handelsvara i regionen.
Området hamnade 1885 under tysk överhöghet och införlivades 1899 i området Tyska Nya Guinea och förvaltades av handelsbolaget Neuguinea-Compagnie.
Under första världskriget erövrades området 1914 av Australien som senare även officiellt förvaltningsmandat för hela Bismarckarkipelagen av Förenta Nationerna.
1942 till 1944 ockuperades området av Japan men återgick 1949 till australiensiskt förvaltningsmandat tills Papua Nya Guinea blev självständigt 1975.